# Columba leuconota

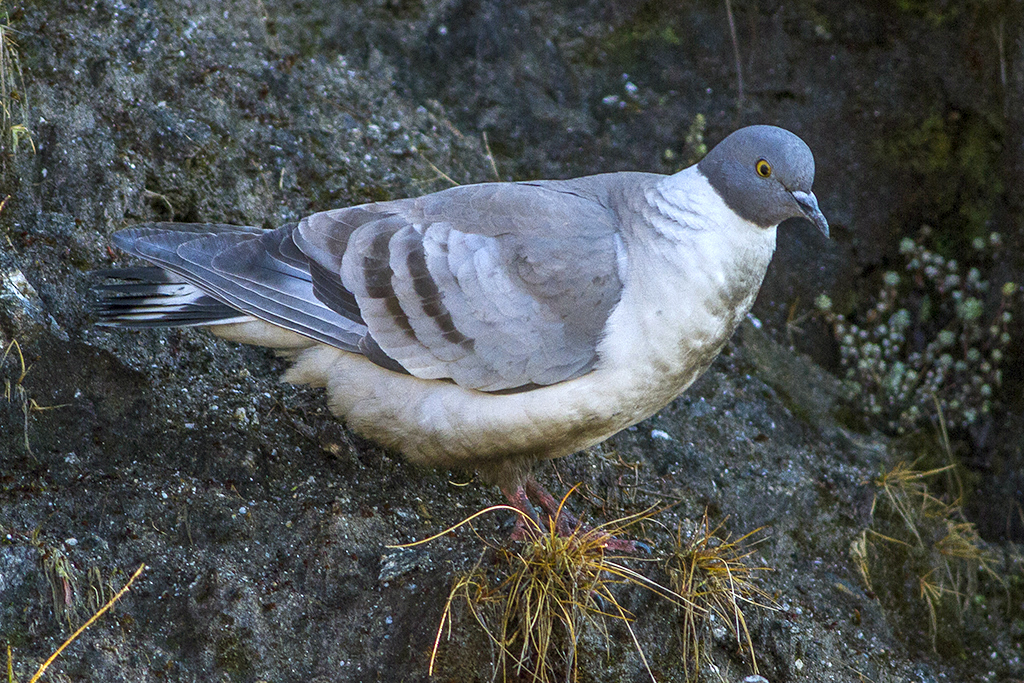
Ejemplar fotografiado en Sikkim.

La paloma nival (Columba leuconota) es una especie de ave columbiforme de la familia Columbidae.

## Descripción
La especie tiene una cabeza negruzca que contrasta con cuello blanco y las partes inferiores blancas son oscurecidas por el color gris ceniza en el abdomen. El dorso es gris parduzco con una mancha blanca en la espalda inferior. Sus alas son de color gris pálido con tres franjas de color marrón. Su cola negra tiene una franja blanca en el medio que se estrecha y curva hacia delante para terminar en una punta  con características ultraperiféricas. Las aves jóvenes tienen bordes antes pálidos y estrechos en las plumas de las partes superiores y las alas. El blanco de las partes inferiores se oscurece con un color ante.

## Taxonomía y sistemática
Se reconocen dos subespecies:
- C. l. leuconota, descrita por Vigors en 1831, se encuentra en los Himalaya en el oeste de Afganistán hasta Sikkim; visitante de verano de las montañas de Alay y Pamir.
- C. l. gradaria, descrita por Hartert en 1916, se encuentra en las mountañas del este del Tíbet y el oeste de Nan Shan (Qinghai) hasta Yunán y el extremo norte de Birmania.

## Distribución
Son aves residentes de las colinas rocosas de Afganistán, Birmania, Bután, China, India, Kazajistán, Nepal, Pakistán, Rusia, Tayikistán y Turkmenistán.

## Comportamiento y ecología

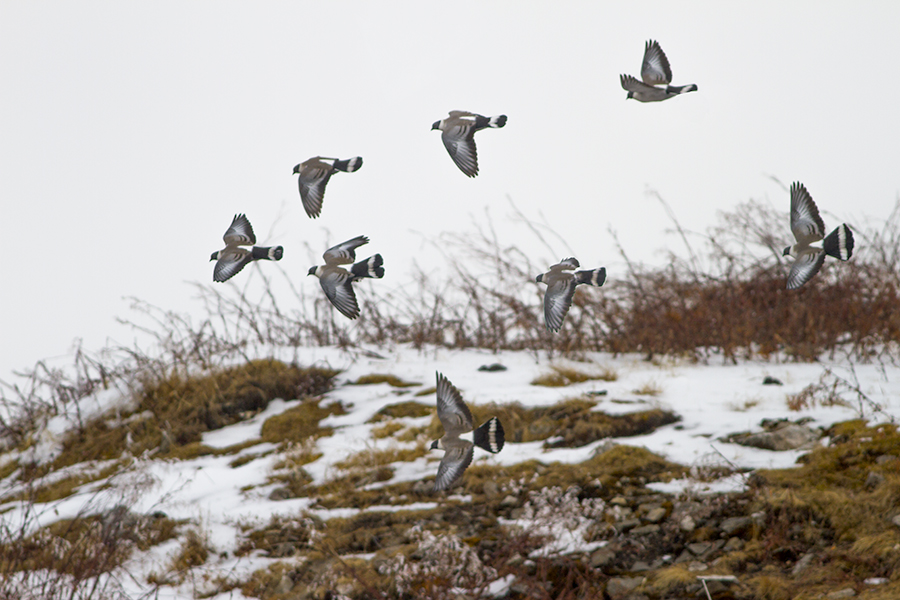
Una bandada de palomas nivales volando en el santuario de vida silvestre de Pangolakha en Sikkim, India

Frecuentan laderas rocosas y valles secuestrados, incluso hasta la línea de nieve. Se alimentan en los campos durante el día, pero duermen en los acantilados. Por lo general son tímidos y cautelosos. Reuniones de 150 o más se producen en invierno, frecuentemente en compañía de la paloma rupestre (Columba rupestris) y en algunas zonas con la paloma bravía (Columba livia) también.
En el verano, descienden a niveles más bajos y se encuentran en parejas o en pequeñas bandadas. Se reproducen en colonias. Colocan los nidos en las grietas o cuevas en los acantilados o las capas rocosas. Sus nidos son estructuras desordenadas y entrelazadas con palos, hierba, paja, plumas, etc. Los nidos generalmente se reutilizan cada año con reparaciones menores. Generalmente ponen dos huevos.
Se alimentan de las bayas, cereales, cogollos, bulbos, semillas y retoños.